# Polskie Stowarzyszenie Pedagogów Śpiewu
Polskie Stowarzyszenie Pedagogów Śpiewu (PSPŚ) – stowarzyszenie powstałe 1988 r. we Wrocławiu. Zrzesza osoby, które pracują twórczo w dziedzinie pedagogiki wokalnej, zarazem reprezentując ich w zakresie spraw artystycznych i naukowych.

## Cele stowarzyszenia
Stowarzyszenie posiada 4 podstawowe cele, które zostały określone w statucie:
1. Wspieranie rozwoju pedagogiki wokalnej i wokalistyki w Polsce.
2. Prowadzenie badań naukowych w dziedzinie pedagogiki wokalnej, np. w zakresie fizjologii aparatu głosowego, w dziedzinie metodyki nauczania śpiewu solowego i innych.
3. Upowszechnianie w Polsce najnowszych osiągnięć naukowych i metodycznych, również ośrodków zagranicznych.
4. Opieka nad rozwojem młodych kadr w zakresie wokalistyki.

## Skład Zarządu PSPŚ w kadencji 2021–2025
Prezes – Piotr Łykowski
Vice Prezes – Monika Kolasa-Hladíková
Sekretarz – Olga Ksenicz
Skarbnik – Jolanta Sołowiej 
Członek Zarządu – Maria Czechowska-Królicka 
Koordynator Międzynarodowy – Monika Kolasa-Hladikova

### Władze Stowarzyszenia
a) Walne Zebranie Członków, 
b) Zarząd Stowarzyszenia,
c) Komisja Rewizyjna, 
d) Sąd Koleżeński. 

## Rodzaje Członków Stowarzyszenia
Stowarzyszenie zrzesza Członków dzielących się na:
a) Członków rzeczywistych,  
b) Członków kandydatów,  
c) Członków wspierających, 
d) Członków honorowych.

## Obowiązki członków Stowarzyszenia
a) czynnie i  aktywnie uczestniczyć w realizacji celów Stowarzyszenia, przestrzegać postanowień Statutu, regulaminów, uchwał i rozporządzeń władz Stowarzyszenia,  
b) dba o dobre imię Stowarzyszenia,  
c) przestrzegać porządku i dyscypliny, 
d) opłacać  składki  członkowskie  lub  ponosić  inne  świadczenia wynikające z uchwał Walnego Zebrania Członków (nie dotyczy członków honorowych), 
e) wskazywać  wszelkie dane personalne  wynikające z potrzeb ewidencji prowadzonej  przez Stowarzyszenie.